# بچه‌های قالیبافخانه
کتاب بچه‌های قالیباف خانه، اثر هوشنگ مرادی کرمانی است. کتاب از دو داستان تشکیل شده که هر دو نیز در مورد بچه‌های روستانشین فقیر کرمانی است که مجبور می‌شوند از سنین کودکی به قالی بافی بروند. شرح رنج‌ها و سختی‌های این بچه‌ها، گذران زندگی و فقرشان و …  از ویژگی‌های مهم کتاب لحن بیان عامیانه و روان  نویسنده است.
مرادی در این داستان با به تصویر کشیدن زندگی فلاکت بار مردمان تنگدست در روستاهای دور افتاده و محروم کشور، ظلم و استثمار ضد انسانی را محور داستان خود قرار می‌دهد. او به زندگی مردمی می‌پردازد که به دلیل فقر و محرومیت، در فضای مخوف و غیربهداشتی کارگاه‌های قالیبافی از حداقل حقوق انسانی خود محروم می‌شوند. مهارت مرادی در ترسیم جهان گروتسکی داستان و پرداختن به شرایط اسفبار کودکانی که در این کارگاه‌های مخوف قربانی می‌شوند، در واقع بیانگر واقعیتهای تلخ اجتماعی است که نویسنده با روشی مستند گونه سعی در افشای آن دارد. این داستان که در آن اوج نگاه ناتورالیستی مرادی به چشم می‌خورد، یکی از داستانهای بارز سبک گروتسک است که در آن مؤلفه‌های گروتسکی تأثیر روانی خاصی بر خواننده می‌گذارد.
این کتاب به زبان‌های انگلیسی و کره ای هم ترجمه شده‌است. «بچه‌های قالی‌باف‌خانه» هوشنگ مرادی کرمانی به زبان روسی ترجمه و از سوی انتشارات سوتچ در سن‌پترزبورگ منتشر شد.

## جوایز و افتخارات[۳]
- کتاب برگزیدهٔ شورای کتاب کودک ۱۳۵۹
- دیپلم افتخار دفتر بین‌المللی کتاب برای نسل جوان و رئیس هیئت داوران جایزهٔ جهانی هانس کریستین اندرسون
- کتاب منتخب دانشگاه سانفرانسیسکو سال ۲۰۰۰